# 도로역 (홋카이도)
도로역(일본어: 塘路駅)은 일본 홋카이도 가와카미 군 시베차정에 위치한 홋카이도 여객철도 센모 본선의 철도역이다. 역 번호는 B58이며, 상대식 승강장 2면 2선의 구조를 갖춘 지상역이다.

## 역 주변
- 도로 호
- 구시로 습원
- 국도 제391호선

## 역사
- 1927년 9월 15일 : 일본국유철도의 역으로서 개업.
- 1953년 1월 31일 : 역사를 개축함.
- 1973년 2월 5일 : 화물 취급을 폐지해, 운전 요원만 배치한다.
- 1984년 2월 1일 : 하물 취급을 폐지함.
- 1986년 11월 1일 : 사원의 배치가 폐지됨과 함께, 간이 위탁역으로 한다.
- 1987년 4월 1일 : 일본국유철도 분할 민영화에 의해, 홋카이도 여객철도가 승계.
- 1992년 4월 1일 : 간이 위탁이 폐지되어, 무인역으로 한다.
- 1998년 7월 1일 : 역 시설이 개장되었다.

## 인접 역
| 홋카이도 여객철도 센모 본선 | 홋카이도 여객철도 센모 본선 | 홋카이도 여객철도 센모 본선     |
| --------------------------- | --------------------------- | ------------------------------- |
| B 59 가야누마 아바시리 방면 | ■ 센모 본선                 | 호소오카 B 57 히가시쿠시로 방면 |